# Polyarthra luminosa
Polyarthra luminosa är en hjuldjursart som beskrevs av Ludmila A. Kutikova 1962. Polyarthra luminosa ingår i släktet Polyarthra och familjen Synchaetidae. Inga underarter finns listade i Catalogue of Life.